# 飯島一彦
飯島 一彦（いいじま かずひこ、1976年8月15日 - ）は、群馬県藤岡市出身の元プロ野球選手（投手）。
現在は、福岡ソフトバンクホークスのドーム運営部興行運営課。

## 来歴・人物
地元の群馬県の藤岡高では2年秋に県大会ベスト4、神奈川大学野球連盟の神奈川工科大学に進学。4年秋にベストプレーヤー（敢闘）賞。
大学卒業後は、社会人野球の強豪・新日本製鐵君津に入社。1年目から補強選手を含めて3年連続で都市対抗野球大会に出場する活躍を見せ、2001年のプロ野球ドラフト会議で福岡ダイエーホークスから6位指名を受け入団。
藤岡高は野球は強くなかったが、その環境から這い上がりプロで活躍する姿は高く評価され、2002年には地元・群馬の日刊紙『上毛新聞』1面コラム「三山春秋」で取り上げられたこともあった。出身大学初のプロ野球選手となった。
キレのあるシンカーを武器に、1年目の2002年は24試合に登板。序盤は無失点に抑えるなど3勝をあげる活躍を見せたが、翌2003年以降は登板機会が激減し、2004年限りで現役を引退した。
引退後は、福岡ソフトバンクホークス株式会社のチーム運営部に所属。

## 詳細情報

### 年度別投手成績
| 年 度     | 球 団     | 登 板 | 先 発 | 完 投 | 完 封 | 無 四 球 | 勝 利 | 敗 戦 | セ 丨 ブ | ホ 丨 ル ド | 勝 率 | 打 者 | 投 球 回 | 被 安 打 | 被 本 塁 打 | 与 四 球 | 敬 遠 | 与 死 球 | 奪 三 振 | 暴 投 | ボ 丨 ク | 失 点 | 自 責 点 | 防 御 率 | W H I P |
| --------- | --------- | ----- | ----- | ----- | ----- | -------- | ----- | ----- | -------- | ----------- | ----- | ----- | -------- | -------- | ----------- | -------- | ----- | -------- | -------- | ----- | -------- | ----- | -------- | -------- | ------- |
| 2002      | ダイエー  | 24    | 1     | 0     | 0     | 0        | 3     | 3     | 1        | --          | .500  | 149   | 34.2     | 30       | 4           | 17       | 2     | 6        | 26       | 0     | 0        | 15    | 15       | 3.89     | 1.36    |
| 2003      | ダイエー  | 1     | 0     | 0     | 0     | 0        | 0     | 0     | 0        | --          | ----  | 4     | 0.1      | 2        | 0           | 1        | 0     | 0        | 0        | 0     | 0        | 1     | 1        | 27.00    | 9.00    |
| 通算：2年 | 通算：2年 | 25    | 1     | 0     | 0     | 0        | 3     | 3     | 1        | --          | .500  | 153   | 35.0     | 32       | 4           | 18       | 2     | 6        | 26       | 0     | 0        | 16    | 16       | 4.11     | 1.43    |

### 記録
- 初登板：2002年3月31日、対日本ハムファイターズ2回戦（福岡ドーム）、7回表に2番手で救援登板、2回無失点
- 初奪三振：同上、8回表にDTクローマーから
- 初勝利：2002年4月10日、対大阪近鉄バファローズ3回戦（福岡ドーム）、10回表2死に2番手で救援登板・完了、1回1/3を無失点
- 初セーブ：2002年4月16日、対日本ハムファイターズ4回戦（東京ドーム）、9回裏に5番手で救援登板・完了、1回無失点
- 初先発：2002年7月6日、対千葉ロッテマリーンズ12回戦（福岡ドーム）、2回2/3を３失点で敗戦投手

### 背番号
- 27 （2002年 - 2004年）